# Uno Svärd
Uno Lennart Svärd, född 27 september 1924 i Hässleholm, död 19 september 2002 i Kristianstad, var en svensk sjöman, grafiker och målare.
Han var son till reparatören Ruben Svärd och Ester Johansson. Svärd studerade vid Skånska målarskolani Malmö 1951–1952 och har vid sidan av sitt förvärvsarbete som polerare 1942–1950, teckningslärare, båtsman 1959–1962 och kocksteward ägnat sig åt porträtt, figur- och landskapsmåleri i olja eller akvarell. Tillsammans med Axel Olsson ställde han ut i Olofström 1956, Åseda 1956, Simrishamn 1963 och tillsammans med Thure Holmgren ställde han ut i Åhus 1957. Separat ställde Vinslöv, Perstorp och Simrishamn. Han medverkade i utställningar arrangerade av Grupp 58 samt utställningar med Kristianstads konstförening. Bland hans offentliga arbeten märks en väggmålning i olja för en restauranglokal i Åhus och ett mosaikarbete i Hässleholm. Som konstnär utförde han även mosaiker och linoleumsnitt.